# Bergbehörde
Die Bergbehörde ist die für die Bergaufsicht zuständige staatliche Sonderordnungsbehörde. Zur Durchführung der nach dem Bundesberggesetz (BBergG) vorgeschriebenen Bergaufsicht ist die Bergbehörde ermächtigt, Bergverordnungen zu erlassen. Zur Betriebsüberwachung lässt sie Betriebspläne zu und überwacht deren Vollzug. 
Sie ist auch zuständig für die als Bergpolizei bezeichnete Überwachung der staatlich vorgeschriebenen Sicherheitsvorkehrungen im Bergbau.
In der Bundesrepublik Deutschland ist die Bergaufsicht Ländersache; die Länder haben für den Vollzug des Gesetzes Landesbergämter eingerichtet.

## Gliederung
Je nach Verwaltungsaufbau (zwei- oder dreistufig) gibt es Oberste, Mittlere und Untere Bergbaubehörden.
In Nordrhein-Westfalen z. B. ist die Bergbehörde angesiedelt im Ministerium für Wirtschaft, Industrie, Klimaschutz und Energie und auf drei Ebenen tätig:
1. Oberste Landesbehörde (Landesregierung)
2. Mittlere Landesbehörde (Bezirksregierung; früher Landesoberbergamt)[2]
3. Untere Landesbehörde (Bergämter)